# Cyclanthales
Cyclanthales is een botanische naam in de rang van orde. De naam is gevormd vanuit de familienaam Cyclanthaceae.
Het Cronquist-systeem (1981) gebruikte deze naam voor een van de vier ordes in de onderklasse Arecidae. De samenstelling was deze:
- orde Cyclanthales
  - familie Cyclanthaceae

Het Dahlgrensysteem gebruikte deze naam voor een orde met deze zelfde samenstelling, maar geplaatst in de superorde Cyclanthanae.
In het APG II-systeem (2003) wordt deze familie ingevoegd in de orde Pandanales.